# Stadtmuseum von Alcázar de San Juan
Das Stadtmuseum von Alcázar de San Juan ist ein Archäologisches Museum mit Ausstellungen zeitgenössischer Kunst und befindet sich in der alten Posada de Santo Domingo in der Gemeinde Alcázar de San Juan, einer Gemeinde der spanischen Provinz Ciudad Real.

## Geschichte
Das Museum befindet sich im Gebäude der Posada de Santo Domingo, welches 1991 zum Kulturgut (Bien de Interés Cultural) erklärt wurde. Das Adelshaus mit Quadersteinen stammt aus dem 16. Jahrhundert. Es verfügt über eine Kapelle die 1664 im Auftrag von Don Diego Sanabria erbaut wurde. Vom Stadtrat erworben wurde es in ein Stadt- und Heimatmuseum mit einer Sammlung moderner Kunst umgewandelt. Das Museum verfügt über einen zentralen Innenhof mit zwei Stockwerken, von denen das erste mit Säulen geschmückt ist und das zweite über eine Sonnengalerie verfügt. Der Innenraum mit rechteckigem Grundriss wurde 2010 renoviert. Sein wichtigstes Zierelement ist wohl das Gebäudeportal mit dem Familienwappen im Stile des Barocks.

## Sammlung und Ausstellungen
Das Stadtmuseum beherbergt im unteren Teil eine Dauerausstellung archäologischer Objekten mitunter aus der Bronze- und Eisenzeit. Hervorzuheben sind die gezeigten römische Mosaike aus dem 2. und 4. Jahrhundert n. Chr. aus Ausgrabungen der Gemeinde.
Im oberen Stockwerk des Museum befinden sich die Sammlung zeitgenössischer Kunst. In diesen Räumen zeigt das Museum Ausstellungen mit Werken internationaler und nationaler Künstler wie José Díaz Gómez (im Jahr 1995), Juan Antonio Abellán Juliá (1998), Juan Amo Vázquez, Juan Fernández González (2001) oder Eloy Teno (2000 und 2005).
2022 zeigte das Museum die Ausstellung der Künstlergruppe „El Paso“ mit Werken von Luis Feito, Manuel Viola, Antonio Saura, Manolo Millares, Juana Francés, Pablo Serrano, Antonio Suárez, Manuel Rivera und Rafael Canogar, sie sind Teil der persönlicher Sammlung von Fernando Fernán Gômez. 2023 zeigte das Museum eine Sammlung der bekanntesten Künstler der Region, mit Werken von Roberto Fernández, Pérez Villegas, Diego Canogar, Daniel Garbade, Paco Mora, Leodegario und Joaquín Llorens.